# Dejan Lovren
Dejan Lovren (Zenika, Iugoslàvia, 5 de juliol del 1989) és un jugador de futbol croat. La seva posició al terreny de joc és, habitualment, la de defensa central. Actualment juga al Zenit de Sant Petersburg, de la Lliga Premier russa, així com a la selecció de futbol de Croàcia.
Anteriorment, Lovren havia jugat al GNK Dinamo de Zagreb croat i a l'Olympique de Lió francès, on hi va guanyar la Copa de França. Va fitxar pel Southampton el 2013. El 2014 s'incorpora al Liverpool FC on ha guanyat la Champions Legue i la Premier League.
Tot i que va néixer a Bòsnia i Hercegovina, Lovren representa Croàcia des de les categories inferiors, arribant a la selecció absoluta el 2009. Ha participat en 25 partits i ha marcat 2 gols amb el seu país, i va ser convocat per disputar la Copa del Món de Futbol de 2014.

## Biografia
Dejan Lovren va néixer a una família croata a Zenica (Iugoslàvia), actualment ciutat de l'estat de Bòsnia i Hercegovina. Quan va començar la Guerra dels Balcans, la família de Lovren va decidir fugir a Múnic (Alemanya), però van haver de tornar perquè no tenien la documentació necessària. Finalment es van establir a Karlovac (Croàcia), a 50 quilòmetres de Zagreb, on el futur jugador de futbol va créixer.

### GNK Dinamo Zagreb
Lovren va començar la seva carrera futbolística als equips inferiors de l'NK Karlovac, però va començar a destacar quan va fitxar pel GNK Dinamo de Zagreb el 2004. El 10 de juny del 2006 va debutar amb el primer equip del Dinamo en un partit de la Lliga croata davant de l'Inter Zaprešić. El 17 de juliol del 2007 va ser cedit al Zaprešić per dues temporades, en les quals va jugar 50 partits de lliga i va marcar un gol, el 10 de maig del 2008.
Després de tornar al Dinamo, Lovren va passar a formar part de l'onze titular de l'equip de Zagreb, disputant 38 partits de lliga durant la temporada 2008-09, en la qual va marcar tres gols. La temporada 2009-10 va poder jugar els quatre partits del Dinamo en la fase de classificació per disputar la Lliga de Campions de la UEFA, els primers contra el Pyunik Fowtbolayin Akowmb armeni, els darrers contra el Football Club Red Bull Salzburg austríac, a més a més de marcar un gol de capp contra l'equip armeni.

### Olympique Lyonnais

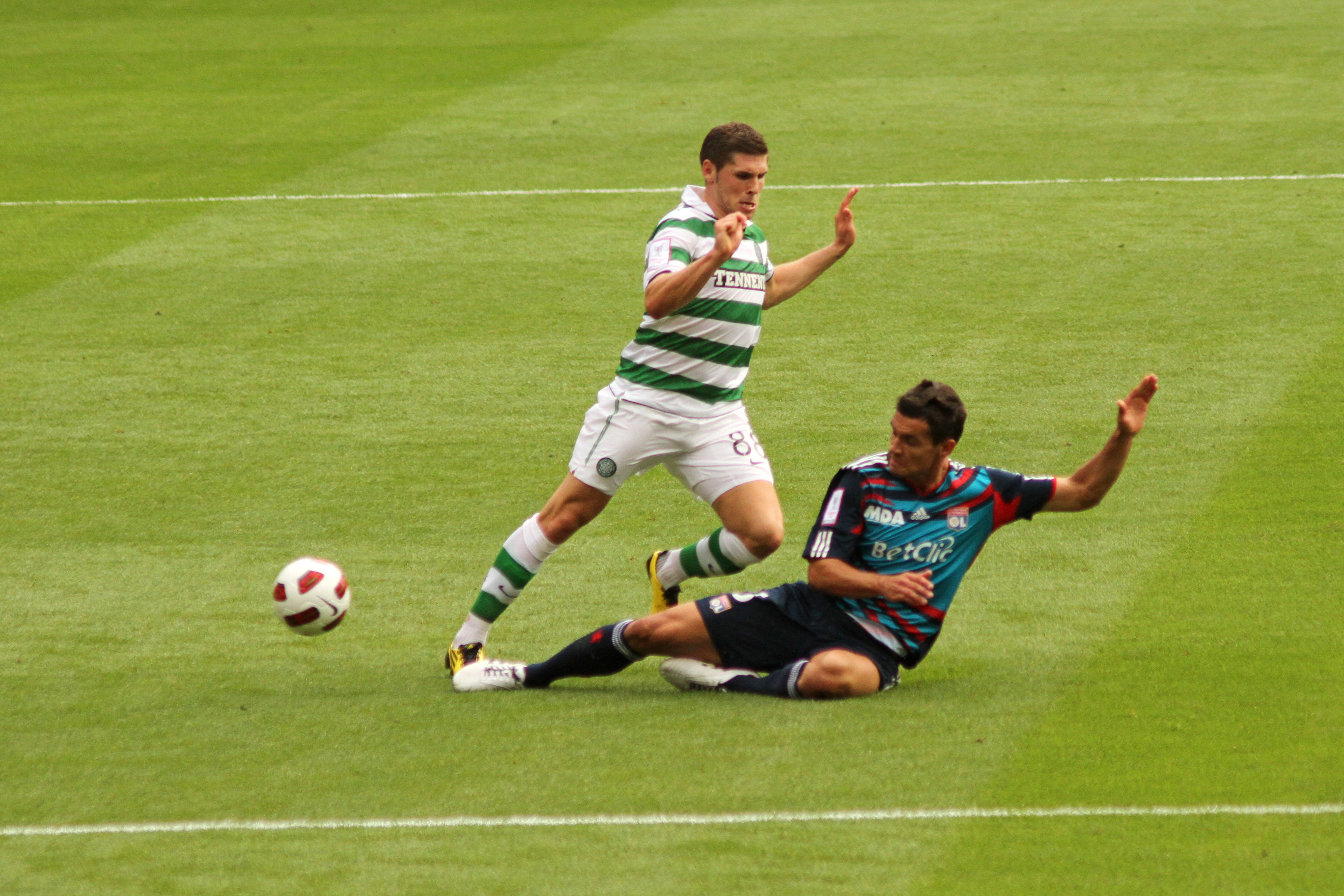
Lovren prenent una pilota, el juliol de 2010.

El gener del 2010 Dejan Lovren va fitxar pel conjunt francès de l'Olympique de Lió per quatre anys i mig, per un total de 8 milions d'euros més 1,5 milions en concepte d'incentius. El seu debut oficial es va produir el 24 de gener d'aquell any en la derrota per 2-1 contra l'Mònaco en partit de la Copa de França, que va disputar sencer. El seu debut en Lliga va ser el 31 de gener en la victòria per 2-1 contra el Paris Saint-Germain, també disputant els 90 minuts. En el transcurs de la segona part d'aquella temporada, Lovren va jugar 10 partits, la majoria entrant com a substitut. No va poder participar en els partits de la Lliga de Campions, ja que ja l'havia disputat amb el Dinamo de Zagreb.
La temporada 2010-11, els minuts jugats per Lovren van augmentar, sobretot gràcies a la marxa de dos defenses de l'equip de Lió, Jean-Alain Boumsong i Mathieu Bodmer, l'estiu del 2010. Durant la temporada va anar agafant confiança, convertint-se en el defensa central titular de l'equip juntament amb Cris. En molts partits també va jugar en la posició de lateral dret o esquerra, demostrant ser un defensa versàtil. El novembre de 2010 Lovren va entrar a la llista dels 100 millors jugadors joves del món de la revista Don Balón.
El 23 de gener de 2012, el defensa croat va renovar el seu contracte amb l'Olympique per dues temporades més, arribant fins al 2016. Tot i així, el 14 de juny de 2013 Lovren va abandonar Lió per marxar a jugar al Southampton. Mentre jugava a l'equip francès va guanyar una Copa de França.

### Southampton
El 14 de juny de 2013 Lovren va fitxar pel Southampton per quatre temporades, per un total de 8,5 milions de lliures. Va debutar el 17 d'agost de 2013 en la victòria per 1-0 contra el West Bromwich Albion. El seu primer gol amb l'equip anglès el va marcar contra el Liverpool a Anfield el 21 de setembre d'aquell any, gol que va suposar la victòria del seu equip. El seu segon gol amb el Southampton el va aconseguir en l'empat per 2-2 contra el Sunderland el 18 de gener de 2014, però va haver de ser retirat amb llitera del camp i traslladat a l'hospital. El 23 de gener es va anunciar que, juntament amb Gastón Ramírez, Lovren estaria entre sis i vuit setmanes de baixa per problemes als lligaments del tormell.
Al final de la seva primera temporada a la Premier League, Lovren va ser inclòs al llistat dels 50 millors jugadors de les cinc millors lligues europees de l'empresa Bloomberg Sports, rànquing realitzat a partir de les estadístiques acumulades per cada jugador. També va aparèixer al rànquing dels millors 50 jugadors de la Premier, en 31a posició.
Després de moltes especulacions al voltant del futur professional de Lovren, sobretot després de la marxa del Southampton d'Adam Lallana, Luke Shaw i Rickie Lambert, el diari Liverpool Echo va publicar que el 25 de juliol del 2014 el Southampton havia arribat a un acord amb el Liverpool pel traspàs del jugador bosni-croat.

### Liverpool
El 27 de juliol de 2014, Lovren va esdevenir el tercer jugador del Southampton en fitxar pel Liverpool aquell estiu, després de Rickie Lambert i Adam Lallana. Va signar un contracte per 4 anys, costant al conjunt anglès el traspàs un total de 20 milions de lliures. El 10 d'agost va debutar amb el seu nou equip en un amistós entre el Liverpool i el Borussia de Dortmund a Anfield, a més de marcar el segon gol en la victòria del seu equip per 4-0. El seu debut en partit oficial es va produir el 17 d'agost en la primera jornada de lliga, també a Anfield, contra el seu anterior equip, el Southampton, que va acabar amb victòria local per 2-1.
Després de jugar 185 partits i marcar 8 gols en els sis anys que va estar al club, el 27 de juliol de 2020 es va fer oficial el seu fitxatge pel Zenit de Sant Petersburg.

## Internacional
Lovren va ser convocat per la selecció de Croàcia per primera vegada el 2009 per l'entrenador Slaven Bilić, que va fer incloure a Lovren en un partit disputat el 12 d'agost contra Belarús. Tot i que no va sortir de la banqueta, el jugador croat es va mostrar encantat amb l'experiència. Lovren havia jugat 48 partits en les diverses categories inferiors de la selecció croata, marcant 4 gols.
El 2 de setembre de 2011 Lovren va marcar el seu primer gol amb la selecció, en partit davant Malta, en la fase de classificació de l'Eurocopa 2012. El seleccionador croat el va incloure per disputar l'Eurocopa de Polònia i Ucraïna, però una lesió el va apartar de la competició només una setmana abans de l'inici del torneig.
El 26 de març de 2013 Dejan Lovren va marcar el seu segon gol amb Croàcia, en aquest cas contra Gal·les, em partit classificatòri per al Mundial 2014 al Liberty Stadium. Amb aquest gol aconseguia empatar el partit, després que Gal·les s'avancés per mitjà de Gareth Bale, qui va marcar un penal provocat pel mateix Lovren, que havia fet caure a Joe Ledley. Croàcia, tot i així, va aconseguir guanyar el partit (1-2).

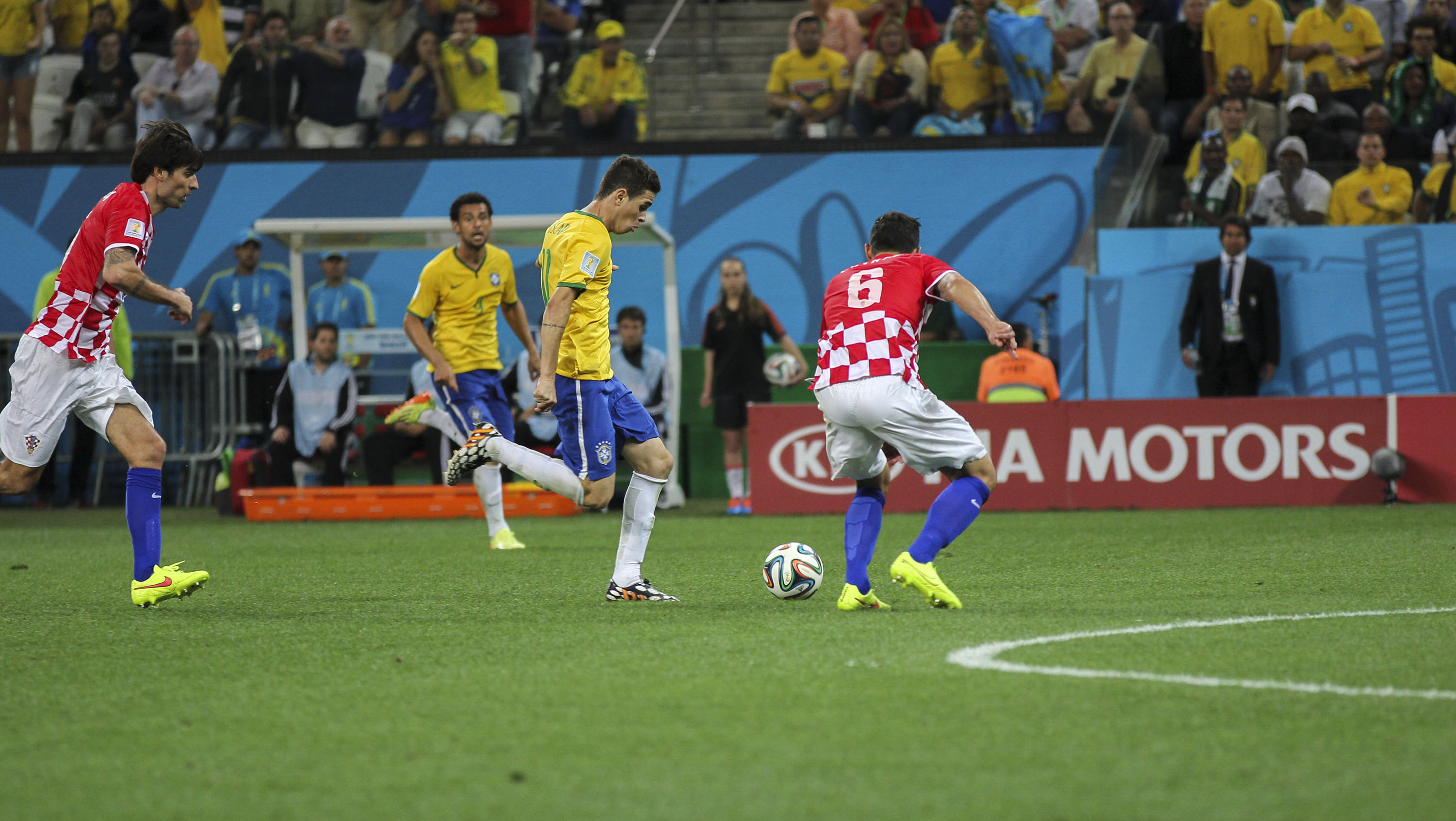
Dejan Lovren, amb el número 6, en el partit inaugural de la Copa del Món 2014 contra el Brasil

El maig de 2014 Lovren va ser convocat pel seleccionador Niko Kovač per formar part dels 30 jugadors que conformaven l'equip provisional que disputaria el Mundial de 2014 al Brasil. En el primer partit del torneig, disputat el 12 de juny de 2014 a São Paulo, que va enfrontar Croàcia contra la selecció amfitriona de la competició, el Brasil, l'àrbitre del partit, el japonès Yuichi Nishimura, va xiular a Lovren un penal en contra per haver fet caure al brasiler Fred, quan el partit es trobava en empat a 1. Tot i que els jugadors croats van discutir molt la decisió del col·legiat, el brasiler Neymar va marcar el penal, remuntant el partit i posant als locals 2-1 per davant. Al final Croàcia va perdre 3-1. Després del partit, Lovren va criticar durament a Nishimura, al·legant que amb les seves decisions havia provocat que Brasil jugués amb 12 jugadors, així com que 2 mil milions de persones havien vist que no era penal. Al final, Croàcia no va poder passar de la fase de grups; Lovren va disputar els tres partits corresponents, sortint sempre com a titular al terreny de joc.
La mala relació entre Lovren i Ante Čačić, seleccionador de Croàcia per l'Eurocopa de 2016, van acabar provocant que el jugador del Liverpool no fos convocat per disputar el màxim campionat continental de seleccions.

## Palmarès
GNK Dinamo de Zagreb
- 2 Lliga croata: 2005–06 i 2008–09.
- 1 Copa de Croàcia: 2009.

Inter Zaprešić
- 1 Segona Divisió de Croàcia: 2006–07.

Olympique Lyonnais
- 1 Copa de França: 2012.

Liverpool FC
- 1 Lliga de Campions de la UEFA: 2018–19.
- 1 Premier League: 2019-20.

Zenit de Sant Petersburg
- 1 Supercopa russa de futbol: 2020